# Alex Figge
Alex Figge (ur. 29 stycznia 1981 roku w Boulder) – amerykański kierowca wyścigowy.

## Kariera
Figge rozpoczął karierę w międzynarodowych wyścigach samochodowych w 2001 roku od startów w USF2000 National Championship. Z dorobkiem 88 punktów został sklasyfikowany na szesnastej pozycji w końcowej klasyfikacji kierowców. W późniejszym okresie Amerykanin pojawiał się także w stawce Atlantic Championship, Grand American Rolex Series, American Le Mans Series, Champ Car, IndyCar Series, Grand-Am Rolex Sports Car Series oraz Pirelli World Challenge.
W Champ Car Figge startował w 2007 roku. Uzbierane 95 punktów dało mu siedemnaste miejsce w klasyfikacji generalnej.